# Creighton (Nebraska)
Creighton je grad u američkoj saveznoj državi Nebraska. Prema popisu stanovništva iz 2010. u njemu je živjelo 1,154 stanovnika.